# Prix Iven C. Kincheloe
Le prix Iven C. Kincheloe (en anglais : Iven C. Kincheloe Award) est remis par l'organisation américaine Society of Experimental Test Pilots (SETP) en récompense de réalisations professionnelles exceptionnelles dans la conduite d'essais en vol. Il est donc remis à des pilotes d'essai membres de l'organisation.
Il a été créé en 1958 en mémoire du pilote d'essai et as américain de la guerre de Corée Iven Carl Kincheloe, Jr. et porte son nom.
Pour des raisons historiques, de nombreux astronautes des programmes Mercury et Apollo ont été honorés de ce prix.
Le prix Kincheloe consiste matériellement en un trophée avec quatre colonnes et un véhicule aérospatial symbolique qui pointe vers le logotype (un « X ») de la SETP accroché à l'une des colonnes.